# Ayako Kitamoto
Ayako Kitamoto (北本 綾子?, Kitamoto Ayako; Sapporo, 22 giugno 1983) è un'ex calciatrice giapponese di ruolo attaccante.

## Carriera

### Nazionale
Il 6 giugno 2004, Kitamoto è convocata nella nazionale maggiore in occasione di un'amichevole con gli Stati Uniti, incontro terminato in parità con una rete per parte. Kitamoto ha disputato anche la Coppa d'Asia di Vietnam 2008, condividendo con le compagne il gradino più basso del podio conquistato battendo per 3-0 Australia nella finale per il terzo posto. In tutto Kitamoto ha giocato 17 partite con la Nazionale nipponica riuscendo a segnare 4 gol.

## Statistiche

### Cronologia presenze e reti in nazionale
| Cronologia completa delle presenze e delle reti in nazionale ― Giappone | Cronologia completa delle presenze e delle reti in nazionale ― Giappone | Cronologia completa delle presenze e delle reti in nazionale ― Giappone | Cronologia completa delle presenze e delle reti in nazionale ― Giappone | Cronologia completa delle presenze e delle reti in nazionale ― Giappone | Cronologia completa delle presenze e delle reti in nazionale ― Giappone | Cronologia completa delle presenze e delle reti in nazionale ― Giappone | Cronologia completa delle presenze e delle reti in nazionale ― Giappone |
| Data                                                                    | Città                                                                   | In casa                                                                 | Risultato                                                               | Ospiti                                                                  | Competizione                                                            | Reti                                                                    | Note                                                                    |
| ----------------------------------------------------------------------- | ----------------------------------------------------------------------- | ----------------------------------------------------------------------- | ----------------------------------------------------------------------- | ----------------------------------------------------------------------- | ----------------------------------------------------------------------- | ----------------------------------------------------------------------- | ----------------------------------------------------------------------- |
| 6-6-2004                                                                | Louisville                                                              | Giappone                                                                | 1 – 1                                                                   | Stati Uniti                                                             | Amichevole                                                              | -                                                                       |                                                                         |
| 18-12-2004                                                              | Tokyo                                                                   | Giappone                                                                | 11 – 0                                                                  | Taipei cinese                                                           | Amichevole                                                              | 3                                                                       |                                                                         |
| 26-3-2005                                                               | Sydney                                                                  | Giappone                                                                | 2 – 0                                                                   | Australia                                                               | Amichevole                                                              | -                                                                       |                                                                         |
| 29-3-2005                                                               | Miranda                                                                 | Giappone                                                                | 1 – 2                                                                   | Australia                                                               | Amichevole                                                              | -                                                                       |                                                                         |
| 21-5-2005                                                               | Tokyo                                                                   | Giappone                                                                | 6 – 0                                                                   | Nuova Zelanda                                                           | Amichevole                                                              | -                                                                       |                                                                         |
| 28-5-2005                                                               | Mosca                                                                   | Giappone                                                                | 2 – 0                                                                   | Russia                                                                  | Amichevole                                                              | -                                                                       |                                                                         |
| 14-2-2007                                                               | Larnaca                                                                 | Giappone                                                                | 2 – 0                                                                   | Scozia                                                                  | Amichevole                                                              | -                                                                       |                                                                         |
| 31-5-2008                                                               | Ho Chi Minh                                                             | Giappone                                                                | 11 – 0                                                                  | Taipei cinese                                                           | Coppa d'Asia 2008                                                       | -                                                                       |                                                                         |
| 5-6-2008                                                                | Ho Chi Minh                                                             | Giappone                                                                | 1 – 3                                                                   | Cina                                                                    | Coppa d'Asia 2008                                                       | -                                                                       |                                                                         |
| 29-7-2009                                                               | Germania                                                                | Germania                                                                | 0 – 0                                                                   | Giappone                                                                | Amichevole                                                              | -                                                                       |                                                                         |
| 1-8-2009                                                                | Francia                                                                 | Francia                                                                 | 0 – 4                                                                   | Giappone                                                                | Amichevole                                                              | -                                                                       |                                                                         |
| 14-11-2009                                                              | Saitama                                                                 | Giappone                                                                | 2 – 1                                                                   | Nuova Zelanda                                                           | Amichevole                                                              | -                                                                       |                                                                         |
| 15-1-2010                                                               | Coquimbo                                                                | Cile                                                                    | 1 – 1                                                                   | Giappone                                                                | Bicentennial Women's Cup                                                | -                                                                       |                                                                         |
| 14-11-2010                                                              | Canton                                                                  | Giappone                                                                | 4 – 0                                                                   | Thailandia                                                              | Giochi asiatici                                                         | 1                                                                       |                                                                         |
| 18-11-2010                                                              | Canton                                                                  | Giappone                                                                | 0 – 0                                                                   | Corea del Nord                                                          | Giochi asiatici                                                         | -                                                                       |                                                                         |
| 20-11-2010                                                              | Canton                                                                  | Cina                                                                    | 0 – 1                                                                   | Giappone                                                                | Giochi asiatici                                                         | -                                                                       |                                                                         |
| 22-11-2010                                                              | Canton                                                                  | Giappone                                                                | 1 – 0                                                                   | Corea del Nord                                                          | Giochi asiatici                                                         | -                                                                       |                                                                         |
| Totale                                                                  |                                                                         | Presenze                                                                | 17                                                                      |                                                                         | Reti                                                                    | 4                                                                       |                                                                         |